# Phobetus testaceus
Phobetus testaceus är en skalbaggsart som beskrevs av Leconte 1861. Phobetus testaceus ingår i släktet Phobetus och familjen Melolonthidae. Inga underarter finns listade i Catalogue of Life.